# GitHub
GitHub је власничка развојна платформа која омогућава програмерима да праве, чувају, управљају и деле свој код. Користи Git за дистрибуирану контролу ревизија и менаџмент изворног кода (енгл. Source Control Management — SCM), додајући додатне функције. За разлику од Git-а, који је стриктно алат који се користи из командне линије, GitHub пружа веб графички интерфејс, радну површину и мобилну интеграцију. Такође пружа контролу приступа и неколико функција за сарадњу, као што су праћење грешака (енгл. bug tracking), захтеве за додавање нових карактеристика (енгл. feature request), управљање задацима (енгл. task management) и могућност прављења вики документације за сваки пројекат.
GitHub пружа планове за приватна складишта као и бесплатне налоге, који се обично користе као хостови за софтверске пројекте отвореног кода. GitHub извештаји из априла 2016. године тврде постојање више од 14 милиона корисника и 35 милиона складишта, што GitHub чини највећим хостом изворног кода на свету.

## Услуге

### GitHub
Развој GitHub платформе је почео 1. октобра 2007. Сајт је покренут у априлу 2008. од стране Том Престон-Вернера, Криса Ванстрата и П.Ј. Хајета, пар месеци пошто је био доступан у бета издању.
Пројектима на GitHub-у се приступа и манипулише користећи стандардни Git интерфејс из командне линије преко којег су доступне и све стандардне Git команде. GitHub допушта регистрованим и нерегистрованим корисницима да прегледају јавна складишта на сајту. Неколико десктоп клијената и Git прикључака су креирани помоћу GitHub-а који се интегришу са платформом.
GitHub сајт пружа функције сличне друштвеним мрежама као што су: доводи (енгл. feeds), пратиоци (енгл. followers), вики (користећи софтвер Gollum) и графиконе сарадње који указују како програмери раде на својим верзијама ("рачвама") складишта и која рачва (и грана те рачве) је најновија.
Корисник мора да направи налог како би допринео страници, али јавна складишта могу бити прегледана и преузета од стране било кога. Са регистрованим корисничким налогом, корисници могу да дискутују, управљају складиштима, праве нова складишта, постављају доприносе другим складиштима и прегледају измене у коду.
Софтвер који покреће GitHub је писан користећи Ruby on Rails и Erlang од стране GitHub, Inc. развојног тима: Крис Ванстрат, П.Ј. Хајет и Том Престон-Вернер.

#### Подручја
GitHub се највише користи за изворне кодове.
Осим изворног кода, GitHub подржава следеће формате и функције:
- Документацију, укључујући аутоматски генерисане README фајлове у разним Markdown фајл форматима.
- Праћење проблема (укључујући захтеве за новим карактеристикама) са лабелама, прекретницама, заступницима и претраживачем.
- Вики подршка.
- Захтеве за преглед измена са рецензијама кода и коментарима.
- Историја извршавања.
- Графикони: пулс, сарадници, фреквенције кода, мреже, чланови.
- Адресар интеграција.
- E-mail нотификације.
- Опција пријаве за нотификације о некоме, користећи знак @.
- Emoji подршка.
- Мали веб-сајтови се могу хостовати са јавних складишта на GitHub-у. URL формат је: http://nalog.github.io/.
- Угњеждене листе задатака унутар фајлова
- Визуелизација геопросторних 3D података који се могу прегледати користећи новоинтегрисани STL фајл прегледач који отвара фајлове на 3D платну. Прегледач покрећу WebGL и Three.js
- Photoshop-ов нативни PSD формат се може прегледати и поредити са претходним верзијама истог фајла

#### Лиценцирање складишта
GitHub-ови услови коришћења не захтевају да јавни пројекти на GitHub-у задовољавају Open Source Дефиницију. Из тог разлога, препоручује се корисницима и девелоперима који намеравају да користе неки софтвер са GitHub-а да прочитају софтвер лиценцу у складишту (обично се налази у првом фајлу названом "LICENSE", "LICENSE.txt", и сл.) како би утврдили да ли испуњава њихове захтеве.

### GitHub Enterprise
GitHub Enterprise је сличан GitHub-овом јавном сервису али је дизајниран за развој софтвера великих размера од стране развојних тимова где предузећа желе да хостују складишта иза корпорацијског заштитног зида.

### Gist
GitHub такође води и друге сервисе: сајт у pastebin стилу назван Gist који се користи за хостовање фрагмената кода, и сервис Speaker Deck.
Том Престон-Вернер је презентовао тада нову Gist карактеристику током Ruby конференције 2008. године Gist је заснован на једноставном концепту pastebin-а са додатком контроле верзија за фрагменте кода, SSL енкрипцију за приватне фрагменте. Због тога што сваки "гист" има своје Git складиште, више фрагмената кода се може налазити у једном гист-у и могу се обрадити од стране Git-а. Дакле, гист-ови могу постати мини-пројекти.

### Едукациони програм
GitHub је покренуо нови програм са називом GitHub Student Developer Pack како би студентима дао бесплатан приступ популарним алатима за развој софтвера. GitHub је покренуо овај програм у партнерству са компанијама као што су: Bitnami, Crowdflower, DigitalOcean, DNSimple, HackHands, Namecheap, Orchestrate, Screenhero, SendGrid, Stripe, Travis CI i Unreal Engine.

## Историја компаније
GitHub је првобитно био познат као Logical Awesome LLC.
- 24. фебруар 2009: Чланови GitHub тима су најавили, у разговору у седишту  Yahoo!-а, да је прве године на мрежи, GitHub сакупио преко 46,000 јавних репозиторијума од којих је 17,000 формирано само у претходном месецу. У то време, око 6,200 репозиторијума је одвојено барем једном, а 4,600 је спојено.
- 5. јул 2009: GitHub је објавио да сајт сада користи више од 100,000 корисника[3].
- 27. јул 2009: У другом разговору одржаном у Yahoo!-у, Том Престон Вернер објавио је да је GitHub порастао да буде хост за 90,000 јединствених јавних репозиторијума, 12,000 што се одваја барем једном, за укупно 135,000 репозиторијума[3].
- 25. јул 2010: GitHub је саопштио да је хост 1 милиона репозиторијума[4].
- 20. април 2011: GitHub је саопштио да је хост 2 милиона репозиторијума[5].
- 2. јун 2011: ReadWriteWeb је известио да је GitHub превазишао SourceForge и Google Code у укупном броју доприноса за период од јануара до маја 2011. године[6].
- 9. јул 2012: Питер Левин, генерални партнер GitHub-а Андресен Хорвиц, навео је да приходи расту 300% годишње од 2008. године "профитабилан скоро цео пут"[7].
- 16. јануар 2013: GitHub је објавио да је прешао 3 милиона означених корисника и тада је био хост више од 5 милиона репозиторијума[8].
- 23. децембар 2013: GitHub је објавио да је достигао 10 милиона репозиторијума[9].
- У јуну 2015. GitHub је отворио канцеларију у Јапану и то им је прва канцеларија изван САД -а[10].
- 29. јул 2015: GitHub је објавио да је скупио 250 милиона долара из фонда Sequoia Capital. Процењена вредност компаније на приближно 2 милијарде долара[11].

### Цензура
- 3. децембар 2014: GitHub је блокиран у Русији за само неколико дана јер су корисници писали инструкције за самоубиство[12].
- 3. децембар 2014: GitHub је блокиран у Индији (заједно са још 31 сајтом) јер су корисници писали про ИСИС садржаје. 10. јануара 2015, GitHub је одблокиран. Поново, 12. септембра 2015, GitHub је блокиран широм Индије[13].
- 26. марта 2016: GitHub је жртва масовног DoS (DDoS) напада који је трајао 118 сати[14]. Напад, који је започет из Кине, усмерен је пре свега на GitHub хостован кориснички садржај који описује методе заобилажења цензуре интернета[15][16][17].

### Одлазак Том Престон Вернера
У марту 2014. године, програмер Џули Ен Хорват тврди да су оснивач и извршни директор Том Престон Вернер и његова супруга Тереза, узнемиравали, што је довело до њеног напуштања компаније. У априлу 2014. године GitHub је објавио саопштење у коме негира наводе Хорватове. Међутим, након унутрашње истраге, GitHub је потврдио оптужбе. Генерални директор Крис Ванстрат је написао на блогу компаније: "Истрага против Том Престон Вернера у својству директора GitHub-а је поступила неадекватно, укључујући и сукобљена понашања, игнорисање жалби на радном месту, неосетљивост на присуство његове супруге на радном месту, и неуспех да се спроведе споразум да његова супруга не би требало да ради у канцеларији". Престон Вернер је потом поднео оставку у компанији.

### Маскота
Заштитна маскота GitHub-а је Octocat, мачка у људском облику са удовима хоботнице, цртана у манга стилу.

### Организациона структура
До децембра 2012.  GitHub је била хоризонтално организована без средњег менаџмента; другим речима, "свако је менаџер" (радничко самоуправљање). Запослени могу да бирају да раде на пројектима који их интересују (отворена расподела). Међутим, плате је одређивао извршни директор.
2014. године је уведен слој средњег менаџмента.

### Финансије
GitHub је старт-ап компанија која у својој првој години обезбедила довољно прихода да финансира једино своја три оснивача и да почне да запошљава раднике. У јулу 2012. године, четири године након што је компанија основана, Андресен Хорвиц инвестира 100 милиона долара почетног капитала.